# Усть-Кивда
Усть-Кивда́ — село в Бурейском районе Амурской области России. Входит в состав Малиновского сельсовета.

## География
Село Усть-Кивда стоит вблизи правого берега реки Бурея, вблизи устья реки Кивда.
Дорога к селу Усть-Кивда идёт на юго-запад (вниз по Бурее) от районного центра посёлка Новобурейский (через Малиновку и Гомелевку).
Расстояние до районного центра Новобуреинский — 20 км, расстояние до административного центра Малиновского сельсовета села Малиновка — 15 км.

## Население
| 2002 | 2010 | 2012 | 2013 | 2014 | 2015 | 2016 |
| ---- | ---- | ---- | ---- | ---- | ---- | ---- |
| 283  | ↘176 | ↘166 | ↘161 | ↗165 | ↘161 | ↘154 |
| 2017 | 2018 |      |      |      |      |      |
| ↗160 | ↘156 |      |      |      |      |      |

## Улицы
| - ул. Кулустайская, - ул. Молодёжная, | - ул. Северная, - ул. Школьная. |